# Kohleveredlung
Als Kohleveredlung werden alle Verfahren der Carbochemie bezeichnet, die der Erzeugung von hochwertigen Brennstoffen und Grundchemikalien aus Kohle (Braun- oder Steinkohle) dienen. Als wichtigste Kohleveredlungsverfahren finden in der chemischen Industrie die Kohleverflüssigung, die Kohlevergasung und die Pyrolyse Anwendung.
Nicht nur als Primärenergieträger, sondern auch als Rohstoffquelle für Chemieprodukte wurde Kohle durch Erdöl und Erdgas zu großen Teilen abgelöst. Dennoch sind viele Verfahren der Kohleveredlung in zahlreichen Ländern noch heute von großer Bedeutung.

## Kohleveredlungsverfahren
Kohle wird hauptsächlich direkt verbrannt, womit die Erzeugung von elektrischer Energie und Wärme erfolgt. Im Wesentlichen werden dafür Kohlenstaub in Kohlekraftwerken und Briketts für den Hausbrand verwendet. Um aus dem Rohstoff Kohle hochwertige Brennstoffe, wie Koks, Benzin, Stadtgas, oder Grundchemikalien, wie Alkanen, Aromaten, Phenol, herzustellen, müssen sowohl Braun- als auch Steinkohle chemischen Umformungen unterzogen werden, welche unter dem Begriff Kohleveredlung zusammengefasst werden.
Im Gegensatz zur vollständigen Verbrennung der Kohle ist bei der Kohleveredelung die Kohle in ein Gas- und Flüssiggemisch mit möglichst viel chemisch gebundener Energie umzuwandeln, das entweder als Energieträger oder als Chemierohstoff verwendet werden kann. Grundsätzlich wird zwischen drei Verfahren zur Veredlung von Kohle unterschieden: der Kohlevergasung, der Kohleverflüssigung und der Pyrolyse.

### Kohlevergasung
Unter Kohlevergasung ist die Umwandlung der Feststoffe Kohle oder Koks mit Hilfe von Vergasungsmitteln in ein Gasgemisch zu verstehen, wobei eine möglichst vollständige Umwandlung der Feststoffe angestrebt wird. Als Vergasungsmittel werden Luft, Sauerstoff, Dampf oder Mischungen dieser Komponenten oder Wasserstoff bei hohem Temperaturen (800 bis 1000 °C) verwendet. Die Kohlevergasung ist von Bedeutung für die Herstellung von Wassergas/Synthesegas und Generatorgas/Stadtgas, beispielsweise für Kraftwerke und in der Hüttenindustrie.
Anwendung findet die Vergasung von Kohle auch unter Tage. Die In-situ coal gasification, bei der brennbare gasförmige Verbindungen wie Methan und Wasserstoff in Lagerstätten durch das Einbringen von Sauerstoff und Wasser direkt produziert werden, leistet einen relevanten Beitrag zur Energieversorgung in einigen Ländern der Welt, wie in Usbekistan und China. Weitere Pilot-Projekte wurden zum Beispiel in Neuseeland, Australien, Großbritannien, Kanada, Polen und Südafrika erfolgreich gestartet.

### Kohleverflüssigung
Im Wesentlichen gibt es zwei Verfahren zur Kohleverflüssigung: einmal die direkte Hydrierung der Kohle nach dem Bergius-Pier-Verfahren, zum anderen die indirekte durch Kohlevergasung mittels der Fischer-Tropsch-Synthese. Beide Verfahren fanden in Deutschland bis zum Jahr 1945 bei der Herstellung von synthetischen Kraftstoffen und Kunststoffen eine großtechnische Anwendung. Das größte synthetische Chemiewerk betrieb die Hydrierwerke Pölitz AG in der Nähe von Stettin.
In Westdeutschland wurden einige der noch vorhandenen Anlagen nach dem Zweiten Weltkrieg für die Hydrierung von Rückstandsölen zu Mittelölen umgebaut, jedoch bis 1963 alle stillgelegt. Die DDR mit ihren reichen Braunkohlevorkommen und Erdölmangel entwickelte beide Verfahren weiter und besaß ein Kompetenzzentrum für Kohleverflüssigung in Freiberg, das Deutsche Brennstoffinstitut. Im großen Umfang wurde die Kohleverflüssigung bis 1990 in der DDR in Werken wie Espenhain, Böhlen, Zeitz und Schwarzheide betrieben. Unter der Bezeichnung Coal-to-Liquid, kurz CtL, entwickelten nach dem Zweiten Weltkrieg auch Unternehmen in den USA und besonders in Südafrika die Fischer-Tropsch-Synthese weiter.
Infolge stark schwankender Erdölpreise gewinnt die Kohleverflüssigung seit Beginn des 21. Jahrhunderts weltweit wieder an Bedeutung. Moderne Hydrierwerke zur Kohleverflüssigung entstehen seit Beginn des 21. Jahrhunderts unter Anwendung verschiedener Technologien vor allem im asiatisch-pazifischen Raum. Federführend ist hierbei China. Aber auch andere Länder wie die USA, Russland, Kanada, Indonesien und Australien nutzen entsprechend verfügbare Potentiale.

### Kohleverschwelung (Pyrolyse)
Verschwelung (heute überwiegend Pyrolyse genannt) bedeutet starkes Erhitzen unter Luftausschluss (Entgasung). Die Pyrolyse von Kohle ist ein altes Verfahren, das seit Anfang des 18. Jahrhunderts praktiziert wird. Sie hat zwar ständig an wirtschaftlicher Bedeutung verloren, doch wird die Pyrolyse-Technik nach wie vor für die Gewinnung von Koks zur Roheisenherstellung im Hochofen und in neuerer Zeit für die thermische Abfallverwertung angewendet.
Es gibt verschiedene Verfahrenstechniken, die sich nicht nur nach der Wirtschaftlichkeit, sondern auch nach der Verwendung der Entstehungsprodukte richten. Die Produktausbeute ist abhängig von den Reaktionsbedingungen, vor allem von der Endtemperatur und der Aufheizgeschwindigkeit. Grundsätzlich gibt es zwei Arten der Pyrolyse: das Schwelen bei etwa 450 bis 600 °C und das Verkoken. Bei letzterem Verfahren wird zwischen einem Mitteltemperaturverkoken von etwa 600 bis 800 °C und einem Hochtemperaturverkoken von etwa 900 bis 1200 °C unterschieden.